# Jean-Marie de Morant
Pour les articles homonymes, voir Morant.
Jean-Marie De Morant est un journaliste et écrivain français né en 1945.

## Biographie
Jean-Marie de Morant naît en 1945.
Collaborateur de L'Aurore et du Matin de Paris, il est chargé de communication auprès du ministre de l'Intérieur, Charles Pasqua (1993-1995), puis directeur de la communication du conseil général des Hauts-de-Seine.
Il est l'auteur de plusieurs ouvrages, dont Une odeur de havane (2008) et Péchés de jeunesse (1997).

## Œuvres
- L'Affaire Jonas, Paris, Flammarion, coll. « État de choc », 1996, 277 p. (ISBN 2-08-067246-0, BNF 35822096, lire en ligne)
- Péchés de jeunesse, Paris, Flammarion, coll. « État de choc », 1997, 293 p. (ISBN 2-08-067375-0, BNF 36169803)
- La Nucelle : roman, Paris, Jean Picollec, 2000, 170 p. (ISBN 2-86477-182-9, BNF 38949529)
- Merci pour tout ! Vous auriez pu faire pire, Paris, Presses de la Renaissance, 2005, 118 p. (ISBN 2-7509-0156-1, BNF 40076526)
- Une odeur de havane : roman, Paris, Héloïse d'Ormesson, 2009, 205 p. (ISBN 978-2-35087-133-2, BNF 42129017)